# Ralph Michael
Ralph Michael (Londres, 26 septembre 1907 – 9 novembre 1994) est un acteur britannique de cinéma et de télévision.

## Filmographie sélective

### Cinéma
- 1944 : For Those in Peril de Charles Crichton
- 1945 : Au cœur de la nuit : Peter Cortland
- 1950 : Égarements de Terence Fisher et Antony Darnborough : Philip Lucas
- 1952 : Le Mur du son : Fletcher
- 1962 : Alerte sur le Vaillant (The Valiant) de Roy Ward Baker : Commandant Clark
- 1964 : 
  - Lady détective entre en scène (Murder most foul) : Ralph Summers
  - Les Enfants des damnés (Children of the Damned) d'Anton M. Leader
- 1965 : He Who Rides a Tiger de Charles Crichton
- 1966 : Khartoum : Sir Charles Dilke
- 1966 : Grand Prix de John Frankenheimer : Mr Stoddard
- 1968 : Un cri dans l'ombre : Claude de Gonde
- 1969 : Assassinats en tous genres : l'éditeur
- 1987 : Empire du soleil de Steven Spielberg : Mr Partridge

### Télévision
- 1948 : Emma, téléfilm d'après le roman du même nom de Jane Austen : Mr Knightley
- 1956 : Robin des Bois, série télévisée : Montfitchet
- 1958 : Atlantide, latitude 41° (épisode A Night to Remember) : Mr. Yates
- 1964 : Ces êtres venus d'ailleurs (épisode Children of the Damned) : le ministre de la Défense
- 1967 : La Dynastie des Forsyte, feuilleton télévisé : Stanley Baldwin
- 1975 : Le Comte de Monte-Cristo de David Greene : Monsieur Dantes
- 1978 : Doctor Who (série TV) : Épisode « The Pirate Planet » : Balaton
- 1985 : Mission casse-cou (Saison 1 Épisode 1 : Un homme dangereux) (Série TV) : Lord Winfield
- 1985 : Coup de foudre dans l'Orient-Express : Harry
- 1985 : Un meurtre sera commis le..., téléfilm : le colonel Easterbrook